# Атлантик (округ)
Округ Атлантик (англ. Atlantic County) — округ штата Нью-Джерси, США. Согласно переписи населения 2000 года, в округе Атлантик проживало 252 552 человека. По оценке Бюро переписи населения США, к 2009 году население увеличилось до 271 712 человек. Административный центр округа располагается в статистически обособленной местности (CDP) Мейс-Лендинг. Крупнейший город округа — Атлантик-Сити.